# Guiera senegalensis
Guiera senegalensis  es la única especie del género monotípico Guiera de plantas con flores en la familia de las  Combretaceae. Originaria de África subsahariana.

## Descripción
Son arbustos que alcanzan un tamaño de 1-2 (-5) de altura perennes o semi-perennes, con toda la planta cubierta con pequeñas borlas negras.

## Ecología
Se encuentra en la sabana, los bosques de la sabana, los bosques en tierras de barbecho (granjas abandonadas) suelos secos ligeros, arenosos o rocosos, a una altitud de 945-1020 metros. Durante muchas décadas se extienden al sur a zonas con condiciones más húmedas.

## Taxonomía
Guiera senegalensis fue descrito por Johann Friedrich Gmelin y publicado en Systema Naturae . . . editio decima tertia, aucta, reformata 2: 675. 1791.
Sinonimia
- Guiera glandulosa Sm.[3]